# Stångån

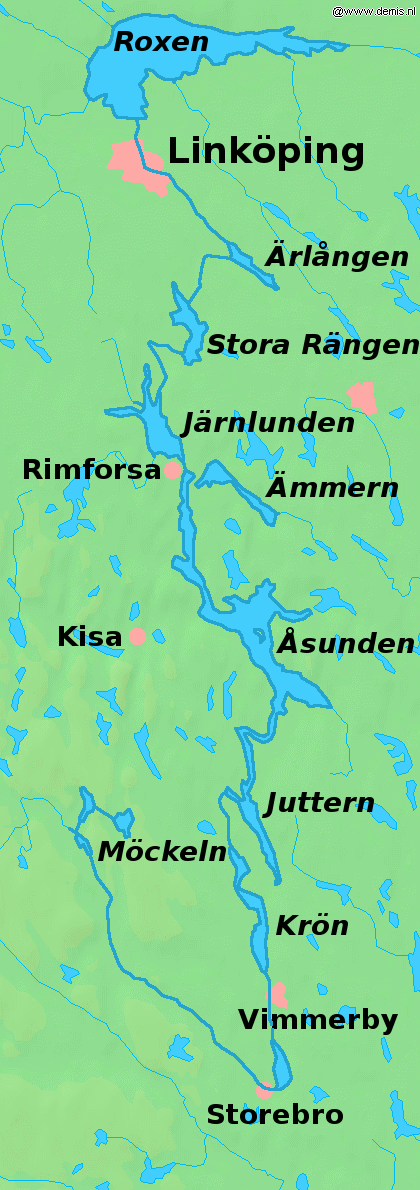
Karta över Stångåns sträckning.

Stångån är en å i norra Småland och södra Östergötland. 

## Sträckning
Som Stångåns källa (57°46'33.5"N 15°20'58.2"E) (284 m ö.h.) räknas området mellan Gnottnehult och Rås på Boxholms skogars ägor i södra Ydre Kommun, Östergötland. Därifrån rinner Stångån inledningsvis mot nordöst till Bringen (171 m ö.h.). De närliggande sjöarna Bodasjön (221 m ö.h.) i samma kommun och Möckeln (177 m ö.h.) i sydligaste delen av Kinda kommun, Östergötland, kan också räknas till några av Stångåns källsjöar. Stångån rinner därefter mot sydöst förbi Ydrefors och in i Småland, parallellt med Silverån, men vänder tvärt norrut efter Storebro, passerar nära Vimmerby, rinner genom sjöarna Krön (104 m ö.h.) och Juttern (103 m ö.h.) och är därefter åter inne i Östergötland. Stångån fortsätter norrut genom sjöarna Åsunden (86 m ö.h.), Järnlunden (86 m ö.h.), Lilla Rängen (84 m ö.h.), Stora Rängen (84 m ö.h.) och Ärlången (57 m ö.h.), och faller därefter ut på östgötaslätten. Den genomrinner Linköping och mynnar i Roxen (34 m ö.h.), som i sin tur avvattnas av Motala ström. Stångån är Motala ströms näst största biflöde (det största är Svartån). Stångåns avrinningsområde är 2440 km². Längden är 202 km inklusive källflöden.

## Kinda kanal
Från Åsunden till Roxen är ån farbar genom Kinda kanal. Kanalen nyttjar Stångåns dragning till största delen. 

## Administrativ historia
Stångån har historiskt utgjort gränslinje mellan södra Östergötlands två halvor, Västanstång och Östanstång.

## Galleri

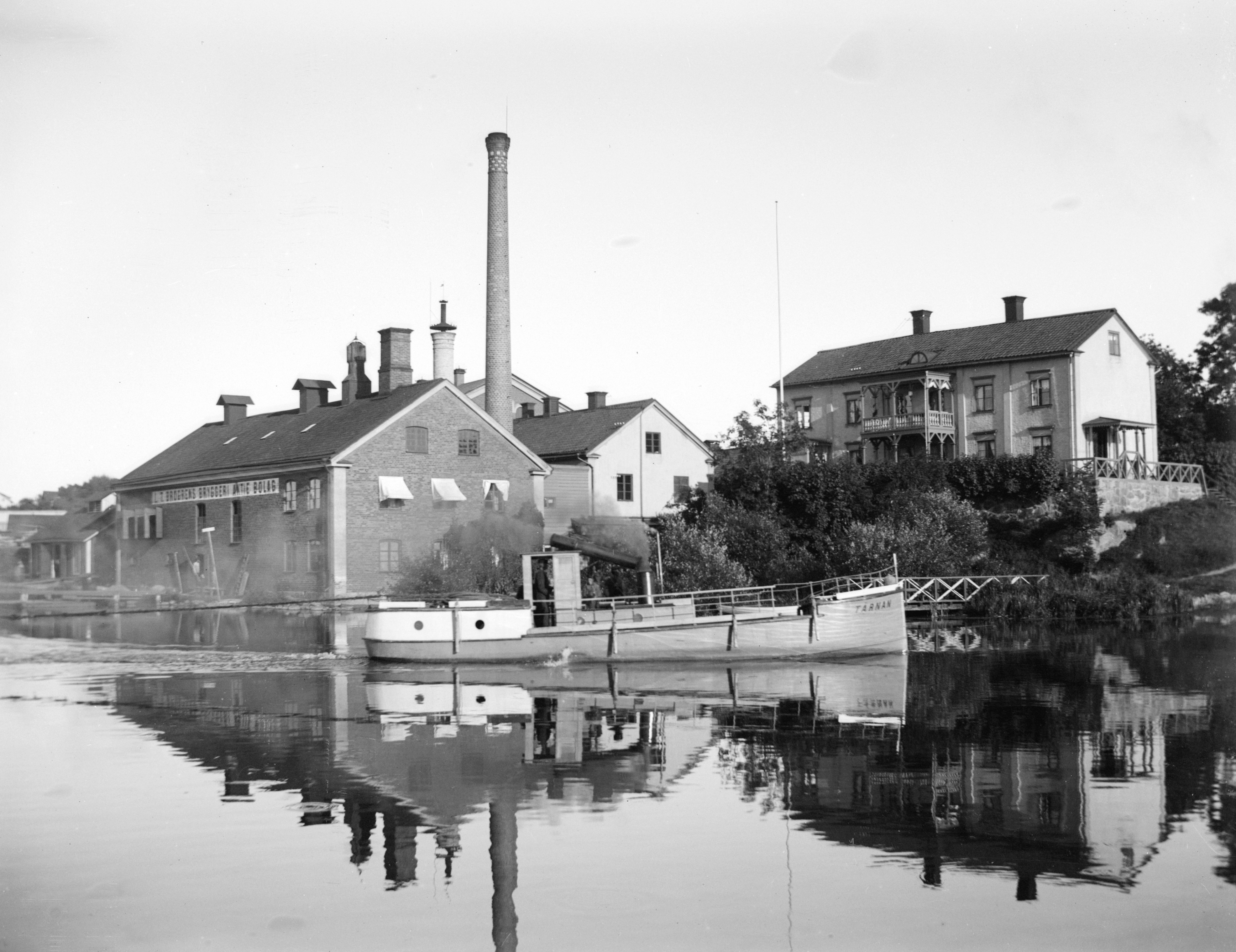
L.T. Brogrens Bryggeri vid Stångån i Tannefors, med ångbåten Tärnan med sin skorsten fälld för passage uppströms.
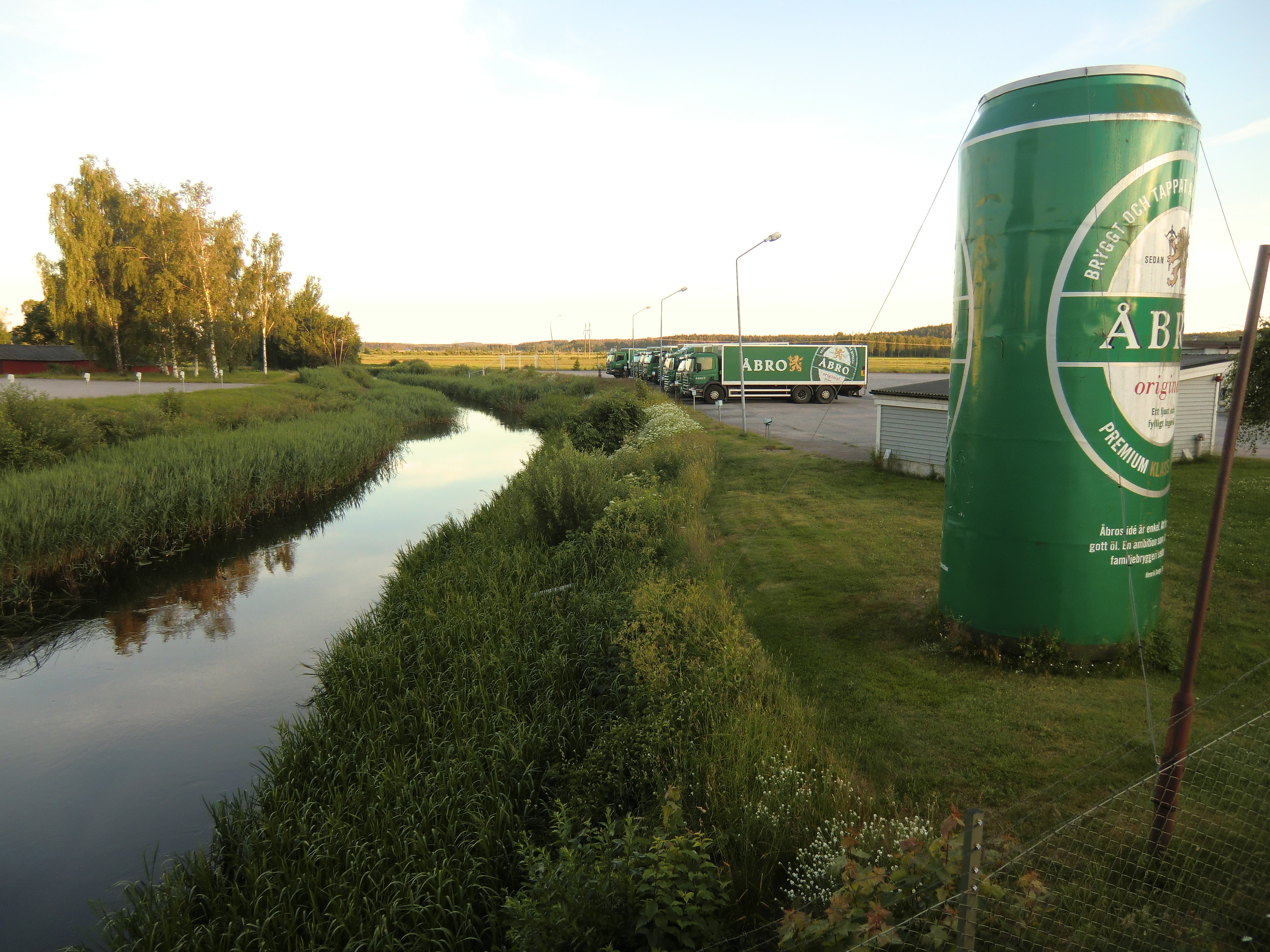
Stångån vid Åbro Bryggeri i Vimmerby.
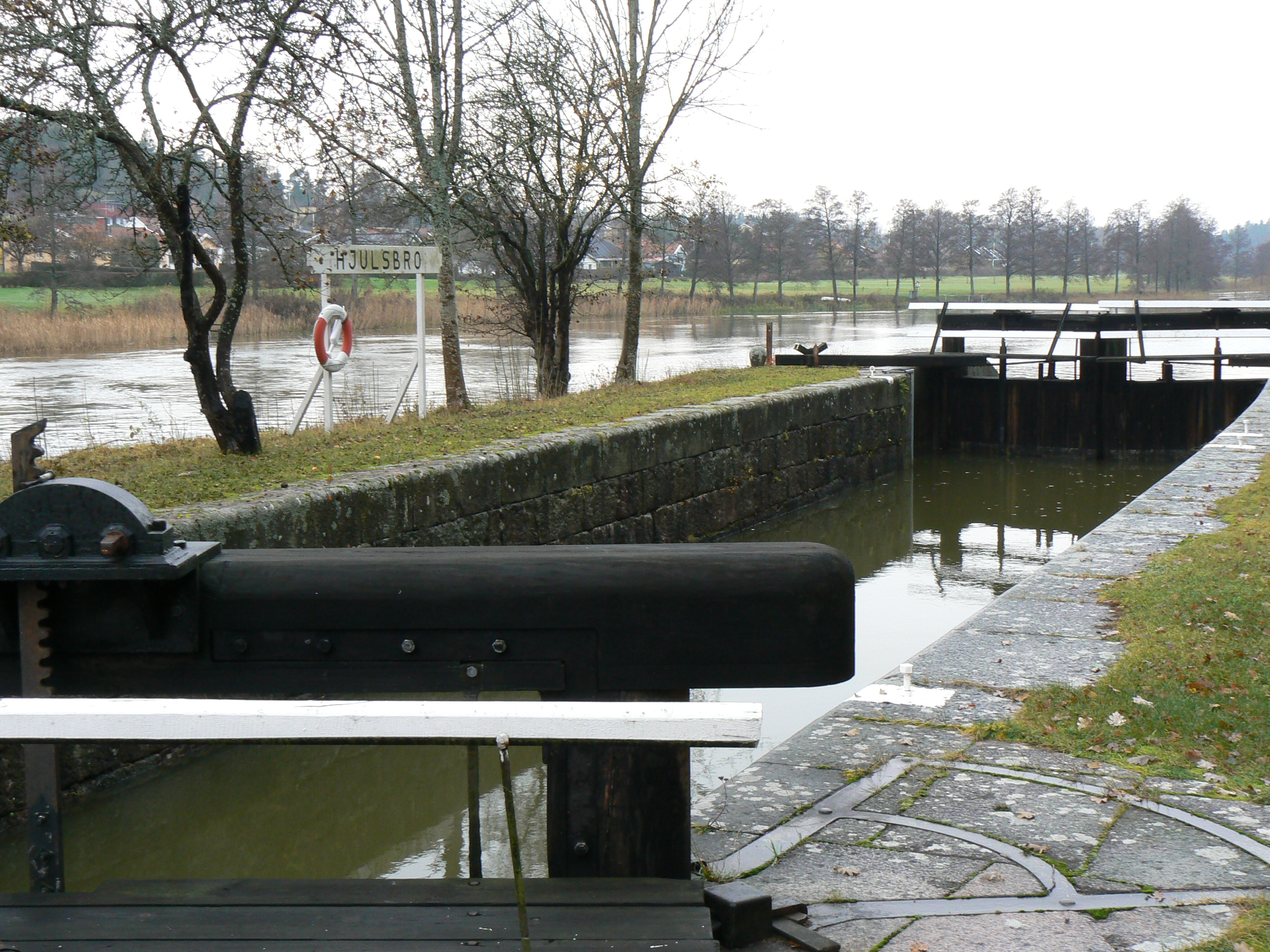
Hjulsbro sluss, Kinda kanal.
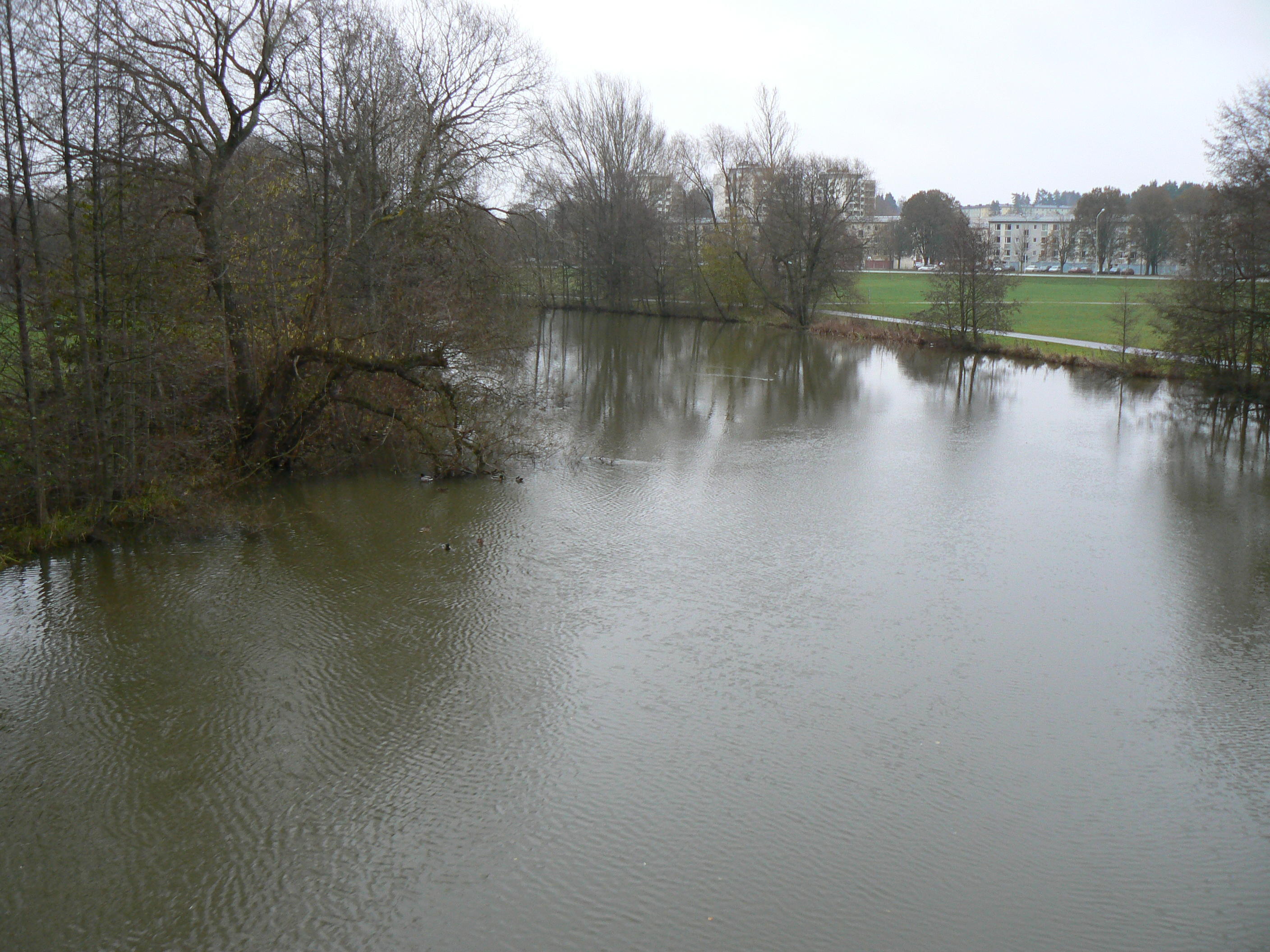
Stångån i Linköping. I bakgrunden ser man bostadsområdet Johannelund.